# Österplana distrikt
Österplana distrikt är ett distrikt i Götene kommun och Västra Götalands län. 
Distriktet ligger vid Vänern, nordväst om Götene. 

## Tidigare administrativ tillhörighet
Distriktet inrättades 2016 och utgörs av en del av området som Götene köping omfattade till 1971, delen som före 1967 utgjorde Österplana socken.
Området motsvarar den omfattning Österplana församling hade vid årsskiftet 1999/2000. Området är känt för Österplanameteoriterna med flest upptäckta fossila meteoritnedslag i Sverige.